# Pargalı İbrahim Paşa

Pargalı İbrahim Pashá (Parga, antes de 1493 - Palacio de Topkapi, Estambul, 15 de marzo de 1536), también conocido como İbrahim el magnífico, Gran visir del Imperio otomano, nombrado por el sultán Solimán el Magnífico. Considerado por muchos la persona más influyente e importante para la que fue la mejor época del Imperio Otomano.
İbrahim, cristiano de nacimiento, fue raptado por piratas y vendido como esclavo al palacio de Manisa, en el oeste de Anatolia.
En 1523, Solimán lo nombró Gran Visir, reemplazando a Piri Mehmed Pashá, que había sido nombrado en 1518 por el padre de Solimán, Selim I. 
Ibrahim Pasha se mantuvo en el cargo durante los siguientes 13 años. Alcanzó un nivel de autoridad e influencia rivalizado por sólo un puñado de otros grandes visires del Imperio, pero en 1536 fue ejecutado por órdenes de Solimán y su propiedad fue confiscada por el Estado.
Su influencia en el Imperio fue tan inmensa y vital como la del propio sultán. Fue conocido y recordado por su justicia, nobleza y firmeza, así como por su habilidad en el manejo de las armas y de la estrategia militar. Fue importante su participación en las campañas militares otomanas desde muy temprana edad, como la mente organizadora y como combatiente.

## Biografía
İbrahim era griego, nacido en una familia cristiana ortodoxa, en Parga, que entonces formaba parte de la República de Venecia.
En el  Palacio de Manisa, en el oeste de Anatolia, trabó amistad con el príncipe heredero Solimán, que era de su misma edad. İbrahim recibió su educación en la corte otomana y se convirtió en políglota y erudito. Tras la adhesión de Solimán al trono Otomano en 1520, fue galardonado con varios cargos, siendo el primer Cetrero del sultán, y más tarde Primer Oficial de la Cámara Real. İbrahim demostró sus habilidades en numerosos encuentros diplomáticos y campañas militares, y fue promovido con tanta rapidez que en un momento le rogó a Solimán no promoverlo demasiado rápido, por temor a despertar la envidia y enemistad de los otros visires, esperando que algunos de esos títulos surgieran por sí mismos. Satisfecho con su modestia, Solimán supuestamente juró que nunca nadie volvería a ser condenado a muerte durante su reinado. Después de ser nombrado Gran Visir, İbrahim Pashá continuó recibiendo del sultán otros nombramientos y títulos adicionales (como el de Serasker), y su poder en el Imperio Otomano se volvió casi tan absoluto como el de su amo. 
La victoria en la histórica Batalla de Mohács que tuvo lugar el 29 de agosto de 1526 en Mohács, es atribuida principalmente a Ibrahim gracias a su talento estratégico y su liderazgo. Ibrahim tuvo la idea de crear nuevos navíos que fueran más pequeños, largos y lo suficientemente livianos para navegar y atacar por el mar para luego llegar a tierra y conquistar la Hungría de Luis II. Esta idea fue criticada por Hain Ahmed Pasha quien sentía envidia de que un esclavo fuera partícipe de las decisiones del consejo y del sultán. Ahmed Pasha expresó: "esos navíos no funcionarán, serán pequeños y tiernos como tú Ibrahim? Sigue soñando"... desde ese entonces se crearía una rivalidad entre ambos, pero el sultán aceptó y elogió la idea de Ibrahim y castigó a Ahmed Pasha.  Además de que estos navíos contaran con nuevos cañones, prácticos y muy potentes, capaces de derrocar cualquier muro o castillo. Posteriormente este armamento continuó siendo utilizado por el Imperio Otomano hasta su desaparición, y por el resto de las potencias europeas. Fue la primera y luego vendrían otras tantas batallas en las que Ibrahim supo destacar y llevar el papel de líder indiscutido. 
Después de que su rival Hain Ahmed Pasha, el gobernador de Egipto, declarara la provincia independiente del Imperio Otomano por lo que fue ejecutado en 1524 İbrahim Pasha viajó al sur a Egipto en 1525 y reformó el sistema de la administración civil y militar de la provincia. La provincia quedó altamente agradecida con él y lo proclamó como liberador de la misma, y así fue recibido cada vez que regresó a esa tierra. 
En el frente diplomático, el trabajo de İbrahim con los cristianos occidentales fue todo un éxito. Los diplomáticos venecianos fueron los primeros en referirse a él como "İbrahim el Magnífico", un juego de palabras respecto al sobrenombre habitual de Solimán. En 1533, convenció a Carlos V para convertir a Hungría en un estado vasallo otomano. En 1535, completó un acuerdo con Francisco I que dio a Francia el favor de los derechos comerciales en el Imperio Otomano, a cambio de una acción conjunta contra los Habsburgo. Este acuerdo sentaría las bases para las maniobras navales franco-otomanas conjuntas, incluyendo el que basa a la flota otomana en el sur de Francia (en Toulon) durante el invierno de 1543-1544.

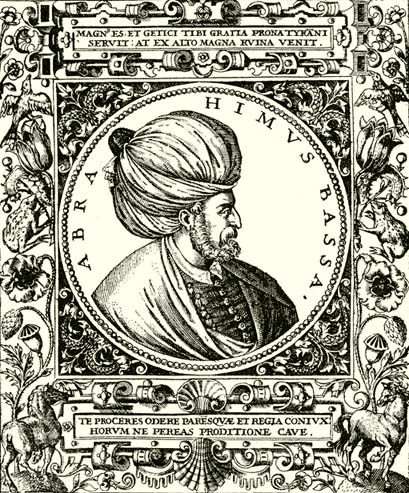
Ibrahim llevó al imperio a su punto álgido y le otorgó innumerables beneficios

## Vida personal
Su palacio, que sigue en pie en el lado oeste del hipódromo en  Estambul, se ha convertido en el Museo de Arte Turco e Islámico. Si bien se convirtió al islam, mantuvo algunos lazos con sus raíces cristianas, incluso trayendo a sus padres cristianos a vivir con él en la capital otomana.
Se le conoció como un apasionado por el arte, debido a su impresionante colección de pinturas venecianas y distintas obras de arte extranjero. Un aficionado a la lectura, de la cual potenció todos sus conocimientos sobre el manejo de las leyes y las normas del Imperio. Un poeta romántico y notable, dotado de talento para la escritura. Además, algunas fuentes antiguas lo retrataron como un gran músico.
A menudo se le refería a él como el hombre mas hermoso del Imperio debido a su belleza facial y corporal.
No había decisión que tomara el sultán que no fuera consultada a Ibrahim. Se ganó una total confianza por parte del sultán y se le otorgó un poder tan grande como el del mismo Solimán y se le respetaba como a él. 
Ibrahim era el líder del ejército, quien comandaba en las guerras y manejaba todo también dentro del palacio. 
Solimán otorgó un decreto que decía que Ibrahim podía tomar cualquier decisión y hacer lo que el quisiera sin tener que consultarle nada al sultán. 
Fue un hábil comandante del ejército de Solimán, que finalmente cayó en desgracia después de una imprudencia cometida en la campaña contra el imperio persa Safavida durante la Guerra Otomano-Safávida (1532-1555), cuando se otorgó a sí mismo un título que incluía la palabra "sultán" (en particular, su adopción del título Serasker Sultan fue visto por algunos como una grave afrenta a Solimán), sobre todo por los enemigos de Ibrahim, que trataron con esto dejar mal parado al Gran Visir ante el sultán, aunque en ese entonces muchas personas anteriormente habían adquirido ese título como comandantes del ejército, y no había conflicto alguno.
Otro conflicto se produjo cuando İbrahim y su antiguo mentor, Iskender Çelebi, se enfrentaron en varias ocasiones sobre el liderazgo militar y posiciones durante la guerra safávida. Estos incidentes pusieron en marcha una serie de acontecimientos que culminaron en su ejecución en 1536, trece años después de su nombramiento como Gran Visir. (Iskender Çelebi también fue ejecutado un año antes, en 1535, acusado de haber robado oro al Imperio). 

También se ha sugerido por un número amplio de fuentes que İbrahim Pasha habría sido víctima de intrigas de la sultana Hürrem (esposa del sultán) y la creciente influencia de la soberana, especialmente a la vista de ayuda que recibían de İbrahim por la causa de Şehzade Mustafa, el primer hijo de Solimán. Se cree que Şehzade Mustafa traicionó al sultán y fue estrangulado por una orden de su padre el 6 de octubre de 1553.  
Estos actos han dejado una imagen bastante controversial sobre Hürrem Sultan, e incluso también para el propio Solimán, a quien muchos apodaron de injusto al igual que a quien fue su padre, Selim I. 
Solimán más tarde, lamentó la ejecución de İbrahim por el resto de su vida, y esto se refleja en sus poemas, en los que incluso después de 20 años, hace hincapié en los temas de la amistad y la confianza entre amigos, mencionando con frecuencia rasgos de carácter similares a los de İbrahim Pasha.

## Reacciones a su ejecución
La ejecución de Ibrahim fue catalogada ampliamente y es hoy recordada como mal justificada e injusta, desde entonces le ha proporcionado un mayor reconocimiento y se le suele relacionar con la muerte de quien fue aprendiz y fiel amigo, Şehzade Mustafa. 
Para algunos, causó una mala imagen personal de Solimán, aumentada por la posterior ejecución de su hijo, pero para otros no fue más que un hecho histórico que benefició  el valor de Ibrahim desde el trágico acontecimiento.
Al igual que con Mustafa en 1553, el ejército Jenízaro y parte del pueblo decidió entrar en rebelión ante Solimán debido a la ejecución de Ibrahim Pasha, pero esta no consiguió éxito, a pesar de ello muchos siguieron recordando y venerando la figura del Pasha a lo largo de los años.  
El reconocido matemático contemporáneo Matrakçı Nasuh catalogó a la ejecución de Ibrahim como ''la más injusta e injustificada que jamás se vio''  y agregó que Solimán era víctima de las manipulaciones ambiciosas de su esposa. 
El mencionado título que se otorgó a sí mismo no solía verse como amenaza sino como un título bien recibido para los comandantes de ejército en esa época, pero la esposa de Solimán se encargó de hacerle creer que Ibrahim se levantaría en rebelión ante el propio sultán para que Mustafa, quien siempre había sido apoyado y enseñado por Ibrahim, tomara el poder de su padre. Ciertamente Hurrem deseaba que el próximo sultán fuese uno de sus hijos y no el primogénito Mustafa, que era hijo de Mahidevran Gülbahar.

## Legado
Ibrahim es recordado y venerado por su alto aporte al Imperio, por sus fieles valores y por su destaque en el campo militar. 
Su palacio, hoy museo, es uno de los más visitados de Turquía y a metros, está el Hotel Ibrahim Pasha, conmemorado así en su honor, siendo uno de los más destacados y reconocidos del país. 
La demostración de interés de Ibrahim por el arte de la Escuela veneciana, lleva a este a un alto reconocimiento en tierras otomanas desde entonces. 
Desde su muerte, el Imperio mantuvo sus ideas y estrategias de guerra, tanto en tierra como en mar, las cuales eran reconocidas como ágiles e innovadoras para la época. 

Ibrahim supo aumentar los salarios para los comerciantes y pueblerinos, aumentado así los impuestos para reyes y gobernadores, los cuales fueron propuestos y generados por él en asamblea y generó un fuerte reconocimiento y agradecimiento por parte de las Clases sociales.
Se cuenta que estaba muy dedicado a la beneficencia y a centros de ayuda para los más pobres, solía recorrer las calles pueblerinas disfrazado y verificar el mercado para conocer la situación de la gente y darles oro sin ningún motivo, ocultando su verdadera identidad para pasar por desapercibido y no generar enemistades o envidias.
En Egipto es ampliamente recordado gracias a su gran aporte en las reformas del siglo XVI cuando eran provincia otomana, no sólo estableció nuevas y beneficiosas leyes, sino que ayudó y donó miles de monedas de oro a las familias más necesitadas y a las perjudicadas durante la rebelión de Ahmet Pasha que culminó con la ejecución del mismo, allí mismo permanecen numerosos reconocimientos en honor a Ibrahim.  
Aunque no existe unanimidad en lo referente a la localización de su tumba, muchas fuentes citan el cementerio del antiguo monasterio musulmán de Galata, Canfeda Zaviye, como el más probable destino de la misma.
Este antiguo templo, hoy desaparecido, se encontraba en el actual barrio de Ömer Avni (Beyoğlu) justo enfrente del popular parque de Fındıklı, aunque actualmente solo permanece visible un pequeño terreno, poco vistoso, ocupado por una decena de tumbas ubicado en la calle Canfeda Çikmazi.
El camposanto, en no muy buen estado de conservación, está rodeado por una sencilla valla y desde su interior nace un árbol de ciertas dimensiones que da sombra a varias tumbas, de las cuales una de ellas “presuntamente” es la de Ibrahim Pasha, aunque ninguna está nombrada como tal.
Difícilmente se va a poder demostrar que entre las mismas se encuentra la del Gran Visir otomano, pero son muchos los turistas y turcos que se acercan a rendir homenaje y tributo a su figura.
Personalidades posteriores, como gobernadores venecianos, romanos o incluso sultanes otomanos, conllevaron la ideología y liderazgo de Ibrahim.
En Egipto es recordado como un liberador y miles de personas le rinden tributo a menudo, en agradecimiento por la lucha que enmarcó para la democracia de la entonces provincia y el rechazo de impuestos excesivos en el comercio.
Otra de las versiones, es manejada por el arqueólogo turco Murat Sav, quien sostiene que su cuerpo podría estar en un sótano en la Torre de Galata. Esta versión fue también apoyada por famosos historiadores turcos que vivieron durante el reinado de Kösem Sultan.
Con Ibrahim Pasha como Gran Visir, se establecieron la mayor cantidad de riquezas recaudadas en la historia del Imperio Otomano, más exactamente desde 1533 a 1536 se calculó la mayor cantidad de fondos con la que llegó a contar el Imperio, esos fueron los últimos 3 años de vida de Ibrahim quién venía en ejercicio como Gran Visir desde 1527 y generó una estructura de ascenso total en cuánto a economía y crecimiento político.
Fue también el único Visir en comandar al ejército jenízaro en numerosas campañas por lo cual manejó un amplio estandarte del Imperio Otomano, se puede decir que el control de este provenía mayormente de él dado que Suleyman se dedicó a otras tareas más específicamente monarcas y tradicionales.
En la serie Muhteşem Yüzyıl, Ibrahim Pasha es protagonizado por el Actor turco Okan Yalabık.